# Großes Tate Meer
Das Große Tate Meer ist ein Naturschutzgebiet in der niedersächsischen Stadt Friesoythe im Landkreis Cloppenburg und der Gemeinde Rastdorf in der Samtgemeinde Werlte im Landkreis Emsland.
Das Naturschutzgebiet mit dem Kennzeichen NSG WE 049 ist 4,8 Hektar groß. Davon entfallen 4 Hektar auf den Landkreis Cloppenburg und 0,8 Hektar auf den Landkreis Emsland. Das Gebiet steht seit dem 15. Juni 1968 unter Naturschutz. Zuständige untere Naturschutzbehörden sind die Landkreise Cloppenburg und Emsland.
Das Schutzgebiet befindet sich südwestlich von Friesoythe in der Nähe von Gehlenberg und wird von einem fast 20 Meter tiefen Moorteich gebildet, der durch einen Erdfall entstanden ist. Um den Moorteich sind feuchteabhängige Lebensräume zu finden.